# Polidor (syn Priama)

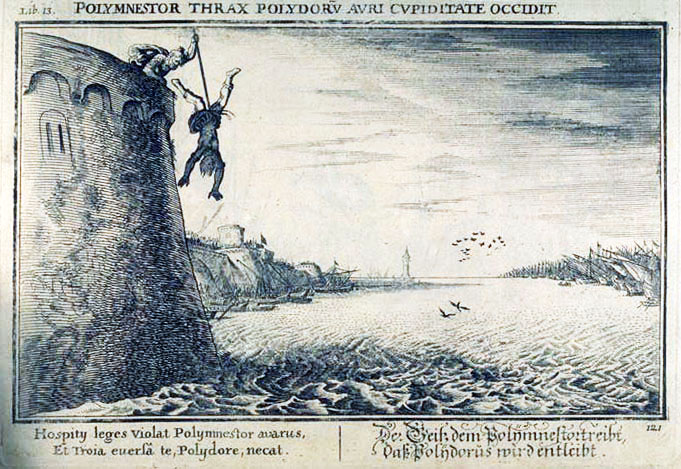
Polimestor zrzucający Polidora do morza, ilustracja Johanna Wilhelma Baura do Metamorfoz Owidiusza

Polidor (gr. Πολύδωρος) – postać z mitologii greckiej, syn króla Troi Priama. Istniało kilka wariantów opowieści o nim.
W najstarszej wersji mitu, znajdującej się w Iliadzie Homera, Polidor był synem Priama i Laotoe. Ze względu na młody wiek ojciec zabronił mu uczestnictwa w walce, ufny w szybkość swoich nóg Polidor zaatakował jednak Achillesa i poległ z jego ręki. Achilles zagarnął należący do Polidora srebrny pancerz, który po jego śmierci Tetyda przekazała Agamemnonowi.
Według znacznie popularniejszej młodszej wersji mitu, wykorzystywanej przez tragediopisarzy i poetów aleksandryjskich, Polidor był najmłodszym synem Priama i Hekabe. Po wybuchu wojny trojańskiej rodzice wysłali chłopca wraz ze skarbem Troi na Chersonez Tracki, pod opiekę króla Polimestora. Gdy Troja padła, pałający żądzą zagarnięcia powierzonych mu bogactw Polimestor udusił podopiecznego i wrzucił jego ciało do morza. Fale wyrzuciły jednak zwłoki na brzegi Troady, gdzie odnalazła je Hekabe. Za zgodą Agamemnona pochowała syna obok Polikseny, a następnie krwawo zemściła się na Polimestorze. W innym wariancie opowieści Polimestor jeszcze w czasie trwania walk wydał Polidora Ajasowi. Grecy próbowali bezskutecznie wymienić chłopca na przebywającą w Troi Helenę, po czym go ukamienowali pod murami miasta.
Postać Polidora pojawia się także w Eneidzie Wergiliusza. Według rzymskiego poety grób zamordowanego podstępnie przez Polimestora chłopca znajdował się na Chersonezie Trackim. Rosnące przy grobie drzewa wyrosnąć miały z oszczepów, którymi przebito jego ciało. Gdy w okolicy tej wylądował Eneasz i ściął z drzew gałęzie, by przystroić nimi ołtarz ofiarny, z gałęzi tych pociekła krew i dał się słyszeć głos Polidora, który odradził bohaterowi założenie miasta w tej przeklętej okolicy.